# Ken Kesey
Kenneth Elton "Ken" Kesey (IPA: /ˈkiːziː/), född 17 september 1935 i La Junta, Colorado, död 10 november 2001 i Eugene, Oregon, var en amerikansk författare.

## Biografi
Ken Kesey studerade vid University of Oregons journalistskola och tog examen i språk- och kommunikationsvetenskap 1957. Efter en tids vistelse i Los Angeles blev han 1958 tilldelad ett stipendium Woodrow Wilson-stiftelsen; men då han saknade förutsättningar för att ta en masterexamen i engelska anmälde han sig till en ej-betygsgrundande kurs i kreativt skrivande.
1961 arbetade han på ett sjukhus för psykiskt sjuka där han i egenskap av vårdare, deltog i flera experiment med hallucinogena droger tillsammans med patienterna. Upplevelsen fick honom att undra om patienterna verkligen var psykiskt sjuka eller om samhället stött ut och "sjukdomsförklarat" dem på grund av deras avvikande beteende. Detta använde han i romanen One Flew Over the Cuckoo's Nest, 1962, (Gökboet, 1973) som Milos Forman filmatiserade som Gökboet, 1975.
Kesey experimenterade redan i slutet av 1950-talet med psykedeliska droger som LSD och psilocybin. Bland annat i det hemliga, CIA-finansierade projektet MKUltra.Tillsammans med sitt kompisgäng, The Merry Pranksters, åkte han 1964 runt i landet i en målad, gammal skolbuss  och ställde till upptåg, en resa som beskrivs i Tom Wolfes bok Trippen (Electric Kool-Aid Acid Test, 1968) och i Keseys egen The Further Inquiry. Till Pranksters kom Neal Cassady att höra. Han var den ”Dean Moriarty” som Jack Kerouac  skildrade i romanen På drift (On the Road).
1997 började hälsoproblem försvaga Kesey, och började med en stroke samma år. Den 25 oktober 2001 opererade Kesey sin lever på Sacred Heart Medical Center för att avlägsna en tumör, men han återhämtade sig inte. Ken Kesey och dog av komplikationer den 10 november 2001 vid 66 års ålder.